# 魏谟
魏，一作魏谟（793年—858年），字申之，唐朝官员，唐宣宗年间拜为宰相。

## 家世
魏谟生于唐德宗贞元九年（793年），为唐初唐太宗传奇名相魏徵五世孙。曾祖魏殷为汝阳令，祖父魏明为县令，父魏冯或魏凭为献陵台令。

## 唐文宗年间
唐文宗太和七年（833年），魏谟通过进士科举。杨汝士任同州刺史时（834年—835年），邀请魏谟任防御判官、同州长春宫巡官、秘书省校书郎。后杨汝士被召回长安，九年（835年）十月，文宗读《贞观政要》，感念魏徵贤明，下诏访求其后人，杨汝士就推荐魏谟任右拾遗。文宗得知他是魏徵之后，又见他高大俊秀，待他异于旁人。宰相李固言、李珏、杨嗣复也都赏识他。
前邕管经略使董昌龄枉杀录事参军衡方厚，坐贬溆州司户。开成元年（836年）正月，改硖州刺史，魏谟上疏：“王者施恩赦有罪，但故意杀人是无赦的。昌龄以前因微功被授方镇，不能谨慎于荣宠，却恣其狂暴，无辜专杀，事迹显彰。受害人妻儿衔冤，万里诉讼。等审讯伏罪，还让他活下来，中外议论，以为用法不够。今若再授之牧守之职，以理疲人，则杀人者被升官，而冤苦者如何伸冤？”于是改董昌龄为洪州别驾。
先前太和九年（835年）文宗与近臣李训、郑注图谋屠杀当权宦官的计划甘露之变事败后，李训下属御史中丞宗室李孝本伏诛，家属充军为奴，但文宗命将李孝本二女带入宫中，人们以为文宗要纳她们为妃。开成元年（836年）七月，魏谟上表称文宗应该三思避开做下儒家反对的内婚行为的嫌疑。文宗得表，立刻送李孝本女出宫，升魏谟为右补阙，命中书省作诏书大赞魏谟，将其与先祖魏徵相比。
教坊副使云朝霞善吹笛，新声变律，深得文宗意旨，从左骁卫将军得授兼扬府司马。宰相们奏：“扬府司马品级高，是郎官刺史所任，不可授伶官。”文宗意欲授之，趁与宰相们对话时称云朝霞的好处。魏谟闻之，多次上疏陈论，文宗才改授云朝霞为润州司马。荆南监军使吕令琮（一作吕令琛）的从人擅入江陵县毁骂县令韩忠，观察使韦长将诉状送到枢密使处。魏谟上疏称韦长没有便宜处理，也不将诉状送到门下省，违反常典，应该处理，希望惩戒。但此疏不被受理，时论以为可惜。
二年（837年）五月，李德裕代牛僧孺为淮南节度使，牛僧孺将军事交付副使张鹭后离任。淮南府钱八十万缗，李德裕奏称只有四十万，被张鹭用了一半。牛僧孺对文宗称冤，魏谟与同僚补阙王绩、谏官姚合等都弹劾李德裕挟私怨诬告牛僧孺，文宗诏李德裕核实，发现牛僧孺留下的钱确实是八十万缗。李德裕称诸镇被代任时按例以半数备水旱、助军费，自己刚到任时染病，不知道这个惯例，被下属官吏欺瞒，待罪请求处罚。魏谟、王绩与补阙崔谠、韦有翼、拾遗令狐綯、韦楚老、樊宗仁等上疏弹劾李德裕，但李德裕最终受到包庇被下诏赦免。
三年（838年）正月，文宗以魏谟论事忠切有魏徵之风，不顾提拔月限，提拔魏谟为起居舍人。魏谟面圣致谢，文宗得知他家的旧诏书都丢了，只剩下簪笏，就命他献上先祖魏徵的笏板。宰相郑覃说：“在人不在笏。”文宗答：“我这是遵循《甘棠》的意旨。”魏谟将要退下，文宗又召诫之：“事有不当，即须奏论。”魏谟说：“臣为谏官时，应该规劝进谏。今居史职，职在记录言论，臣不敢逾越职分。”文宗说：“只要两省官一起论事，不要拘于此言。”杨嗣复想提拔衡州司马李宗闵，文宗得知后也对宰相们说想任李宗闵以官，郑覃与另一宰相陈夷行反对，并与杨嗣复互相指责对方结党。文宗说不妨任李宗闵为州刺史。郑覃等退下后，文宗对起居郎周敬复和魏谟说：“宰相喧争如此，可以吗？”答：“确实不可以。但郑覃等尽忠愤激，自己没察觉罢了。”二月，李宗闵终被用为杭州刺史。不久，魏谟以本官直弘文馆。四月，文宗于阁内召魏谟问魏徵政绩，访求魏徵后裔，以邓州南阳县尉魏可则为栎阳县尉。
神策军中尉仇士良捕得妖人贺兰进兴及党羽，在军中问出谋反情状，文宗亲临问罪，诏命斩杀。御史中丞高元裕认为应该让刑部、大理寺参与审理，文宗没有回复。魏谟上言支持高元裕。文宗诏神策军将囚犯交付御史台。御史台害怕仇士良，不敢有异议，囚犯们仍被诛杀。
四年（839年），魏谟被授谏议大夫，仍兼起居舍人，判弘文馆事。坚辞不果。魏谟在起居注中记录下华州镇国军防御使陈夷行论忠武军节度使王茂元所请不许与吐蕃交马事。十月，文宗派中使向魏谟索看起居注，称可检视自己的行为。魏谟指出史家据实修史，文宗若有善事，不需要怕他不记录；如有错，即使他不写，天下之人也写，他以文宗为文皇帝（李世民），文宗也当比他如褚遂良。文宗又说自己曾取看起居注。魏谟说那是以前的史官不守职分，但他不敢陷文宗于非法。若文宗看了起居注，史官便要兼顾皇帝对史家对关于他们的记录所持态度的好恶，就无法据实记录了，无以取信于后人。文宗没再坚持。
魏谟曾奏请令判官推劾诉事、奏请放朝期间如公事繁忙可继续办公。

## 唐武宗年间
五年（840年），文宗崩，弟唐武宗继位。随即李珏、杨嗣复被罢相，其政敌李德裕成为首相。会昌元年（841年），魏谟还曾作为使者出使回鹘，但因得宠于李、杨，也被遣出京城任汾州刺史。后李、杨被进一步贬谪，魏谟也被贬为信州长史。

## 唐宣宗年间
六年（846年），武宗崩，皇叔唐宣宗继位，李德裕因此失势，白敏中成为首相。随后魏谟被提升为郢州刺史，大中元年（847年）又被提拔到离京城更近的商州为刺史。二年（848年），被召回长安任给事中，迁御史中丞，谢日面赐金紫之服。在任上上表弹劾宣宗姐妹夫驸马都尉杜中立贪赃，权贵震动且害怕他。后他兼任户部侍郎，判本司事。他上表指出既监督财货又任御史中丞不合适，在他的请求下，他被免除了御史中丞一职。
五年（851年）十月，宣宗授魏谟同中书门下平章事，拜为宰相，仍判户部。当时，唐宣宗四十二岁，相对而言已是高龄，仍未立太子，群臣慑于政治敏感性，也不敢提及。当魏谟面圣感谢任命时，说自己没有夔、契之才却担当夔、契之任，并趁机指出如今海内无事却未立太子及以正人辅导是他对宣宗为政的主要担忧，并且哭了。宣宗也有所感动。虽然此后宣宗仍然未立太子，但时人都被魏谟感动了。不久，兼任集贤殿大学士。詹毗国进献大象，魏谟认为大象的性格不能安居中原，请求还给使者，宣宗同意了。
六年（852年）二月，宣宗舅父右卫大将军郑光请免所赐田租税。魏谟奏：“郑光以国舅之亲，赐田是可以的，免税就不能让百姓心服了。”宣宗下敕按例供税。河东节度使李业放纵吏民劫掠胡人，滥杀投降胡人，致使北疆不宁。但李业在朝中有靠山，未被处罚。闰四月，只有魏谟敢于弹劾李业，要求完全罢免其职务；宣宗没有照做，只是派太子少师卢均取代李业，调李业至义成军。魏谟被加中书侍郎。大理卿马曙被从人王庆告发私藏兵甲，马曙因此被贬官，王庆却无罪。魏谟引用法律，杖杀王庆。
魏谟进阶银青光禄大夫，兼礼部尚书，以银青光禄大夫、守中书侍郎、兼礼部尚书、同中书门下平章事、集贤殿大学士、上柱国被授监修国史，负责监修《文宗实录》，八年（854年）三月修成四十卷并呈上，因此和下属给事中卢耽、太常少卿蒋偕、司勋员外郎王沨、右补阙卢吉、膳部员外郎牛丛都获颁赐银器、锦彩有差，这些下属们也得到升迁。七月，以银青光禄大夫、守门下侍郎、同平章事兼户部尚书。崔瑶调任鄂岳观察使，向魏谟奏请以薛崇为试大理评事、鄂岳观察判官。魏谟仪容魁伟，其他宰相在宣宗面前议政时，为了不引起皇帝不悦，都委曲进言，只有魏谟敢直言。宣宗曾说：“魏谟有祖上的风范，我很敬重他。”但魏谟也因此为首相令狐绹所忌。十一年（857年）二月，他被遣出长安为检校户部尚书、同平章事，兼成都尹，充剑南西川节度事大使、知节度副、管内观察处置统押近界诸蛮及西山八国云南安抚等使。十二年（858年），魏谟染病，请求接任。宣宗准备召他回长安任吏部尚书，但魏谟称病，只求闲职，因而被任为检校右仆射、太子少保。同年十二月，魏谟卒，赠司徒。

## 轶闻
《唐摭言》载：太和初年李回任京兆府参军时，不送刚中进士的魏谟，魏谟很记恨。会昌年间李回为刑部侍郎，魏谟为御史中丞，提起当初李回不送魏谟之事，李回说如今也不送，魏谟更愤恨。李回被贬为建州刺史，魏谟拜相，李回的上疏魏谟都不采纳。后来李回将一衙官杖责停职，衙官愤恨自己因停职损失收入，逃到京城找宰相喊冤，宰相们都不问，旁人告知魏谟素与李回有隙，可找魏谟。正好魏谟的导骑从中书省出来，衙官望尘而拜，导骑问他何事，他自称建州百姓诉冤。魏谟闻之，倒持塵尾，看到衙官的状子论事二十余件，第一件是李回娶同姓女入门。当时李回已迁邓州刺史，行到九江，被御史问罪，只得回建州，最终因罪被贬为抚州司马，卒于任上。
《北梦琐言》载：宰相夏侯孜尤其厌恶名家子弟薛保逊，薛保逊被贬为澧州司马，长达七年得不到代任。夏侯孜罢相出镇，改由魏谟拜相后，薛保逊才得到征拜，但已在任所去世。魏谟并未在夏侯孜之后拜相，疑误。

## 作品
- 《唐文宗实录》四十卷（监修）[30]
- 《魏氏手略》二十卷[35]
- 《魏谟集》十卷[1][36]

## 评价
- 《旧唐书》史臣曰：崔（崔龟从）、魏二丞相，嘉言启奏，无忝正人。[1]
- 《新唐书》赞曰：谟之论议挺挺，有祖风烈，《诗》所谓“是以似之”者欤！[2]
- 砺波护认为魏谟是牛党。[37]

## 子孙
- 魏潜，字蕴华
  - 魏敖，母为韦琮姐妹
- 魏滂，殿中进马